# Giovanni I di Bretagna
Giovanni I il Rosso (in bretone Yann Iañ ar Ruz, in francese Jean I le Roux; Dreux, 1217 – Château de L'Isle, 8 ottobre 1286) è stato Duca di Bretagna dal 1221 fino alla sua morte, e fu Conte di Richmond nel 1268.

## Origine
Secondo sia il Ex Chronico Britannico Altero, che il Ex Chronico Ruyensis Cœnobii, Giovanni era il figlio maschio primogenito del Duca reggente di Bretagna, Conte di Richmond e Conte di Penthièvre, Pietro detto Mauclerc e della moglie, la duchessa di Bretagna, Alice di Thouars, che, secondo la Genealogia Comitum Richemundiæ post conquestum Angliæ, era la figlia del nobile francese della casata dei Thouars, che fu Duca reggente di Bretagna, Guy de Thouars e della Duchessa di Bretagna e Contessa di Richmond, Costanza.
Pietro detto Mauclerc, secondo la Chronica Albrici Monachi Trium Fontium, era il figlio maschio secondogenito del conte di Dreux, Roberto II e della sua seconda moglie, Yolanda di Coucy, che secondo il Gisleberti Chronicon Hanoniense, era la figlia primogenita del Signore di Coucy e di Marle, Rodolfo I e della sua prima moglie, Agnese di Hainaut, figlia del Conte di Hainaut, Baldovino IV.

## Biografia
Sua madre, Alice, morì nel 1221, come ci viene confermato dall'Ex Chronico Britannico Altero e Giovanni le succedette nominalmente, come Giovanni I, sotto la reggenza del padre, Pietro, che rimase de facto il duca di Bretagna, fino al 1235.
Suo padre, Pietro, nel 1235, adottò il nome, Pietro di Braine e rinunciò ai suoi titoli: 
- il Ducato di Bretagna andò a Giovanni, divenuto maggiorenne[11]
- la Contea di Richmond tornò alla corona inglese
- la Contea di Penthièvre andò alla figlia, Iolanda, che Pietro aveva fidanzato con Ugo, figlio di Ugo X di Lusignano, che, negli anni precedenti, assieme allo stesso Pietro e a Tebaldo IV di Champagne avevano cercato di destabilizzare il regno di Francia[9].
Quale dote, nel 1235 Iolanda, oltre il titolo di Contessa di Penthièvre.

Quando, nel 1236, aveva sposato la principessa Bianca di Navarra, erede al trono di Navarra, il suocero, Tebaldo IV di Champagne, che nel frattempo era divenuto re di Navarra (Tebaldo I), lo indicò come suo successore, e fu l'erede sino a quando nel 1239, la terza moglie di Tebaldo, Margherita di Borbone-Dampierre, gli diede un erede maschio.
Giovanni rinuncerà definitivamente a pretese sul regno di Navarra, nel 1254, in cambio di 3000 Livre tournois annue.
Giovanni, nel 1237 rese omaggio al re di Francia, Luigi IX il Santo.
Ebbe una serie di conflitti con il vescovo di Nantes e il clero bretone.
Nel 1268, dal re d'Inghilterra, Enrico III, ricevette la contea di Richmond, che passò al figlio in quello stesso anno.
Nel 1270 seguì Luigi IX il Santo] nell'ottava crociata, per poi ritornare nel suo ducato.
In Bretagna emise un editto che prescriveva l'espulsione degli ebrei dal ducato con cancellazione di tutti i debiti contratti con loro.
Giovanni morì nel 1286; secondo le Mémoires pour servir de preuves à l'Histoire ecclésiastique et civile de Bretagne, Tome I, Giovanni, che fondò l'Abbazia di Notre-Dame de Prières (Joannes comes Britanniæ fundator abbatiæ de Precibus) morì in ottobre (Idibus Octobris) e gli succedette il figlio, Giovanni (Joannes filius eius).

## Matrimonio e discendenza
Nel 1236, Giovanni aveva sposato la principessa Bianca, figlia di Tebaldo il Saggio, re di Navarra (Tebaldo I) e conte di Champagne (Tebaldo IV), e di Agnese di Beaujeu, come conferma la Chronica Albrici Monachi Trium Fontium; il contratto di matrimonio, come da documento n° 2432 delle Layettes du trésor des chartes : de l'année 1224 à l'année 1246 era stato redatto a Château-Thierry, Aisne, il 16 gennaio 1236; il contratto prevedeva che alla morte di Tebaldo I, Giovanni di Bretagna avrebbe ereditato il regno di Navarra.
Giovanni da Bianca ebbe otto figli:
- Giovanni (1239 -1305), Duca di Bretagna[15], sposato a Beatrice d'Inghilterra
- Pietro[18] (1241 -1268), signore di Dinan, Léon, Hédé, Hennebont e Roche-Derrien
- Alice (1243 -1288), che secondo le Mémoires pour servir de preuves à l'Histoire ecclésiastique et civile de Bretagne, Tome I, sposò Giovanni di Châtillon[19]
- Teobaldo[20] (1245 –1246)
- Teobaldo[20] (1247, morto poco dopo la nascita)
- Eleonora[20] (1248, morta giovane)
- Nicola[20] (1249–1261)
- Roberto[20] (1251–1259).

## Ascendenza
|                        |                     |                          | Genitori            |  |  | Nonni |  |  | Bisnonni           |  |  | Trisnonni           |  |
|                        |                     |                          |                     |  |  |       |  |  | Roberto I di Dreux |  |  | Luigi VI di Francia |  |
|                        |                     |                          |                     |  |  |       |  |  | Roberto I di Dreux |  |  | Luigi VI di Francia |  |
|                        |                     | Adelaide di Savoia       |                     |  |  |       |  |  | Roberto I di Dreux |  |  |                     |  |
| Roberto II di Dreux    |                     |                          |                     |  |  |       |  |  | Roberto I di Dreux |  |  |                     |  |
|                        |                     | Agnès de Baudement       | Guido di Baudemont  |  |  |       |  |  |                    |  |  |                     |  |
|                        |                     | Agnès de Baudement       | Guido di Baudemont  |  |  |       |  |  |                    |  |  |                     |  |
|                        |                     | Agnès de Baudement       | …                   |  |  |       |  |  |                    |  |  |                     |  |
| Pietro I di Bretagna   |                     | Agnès de Baudement       |                     |  |  |       |  |  |                    |  |  |                     |  |
|                        |                     | Rodolfo I di Coucy       | …                   |  |  |       |  |  |                    |  |  |                     |  |
|                        |                     | Rodolfo I di Coucy       | …                   |  |  |       |  |  |                    |  |  |                     |  |
|                        |                     | Rodolfo I di Coucy       | …                   |  |  |       |  |  |                    |  |  |                     |  |
| Yolanda di Coucy       |                     | Rodolfo I di Coucy       |                     |  |  |       |  |  |                    |  |  |                     |  |
|                        |                     | Agnese di Hainaut        | …                   |  |  |       |  |  |                    |  |  |                     |  |
|                        |                     | Agnese di Hainaut        | …                   |  |  |       |  |  |                    |  |  |                     |  |
|                        |                     | Agnese di Hainaut        | …                   |  |  |       |  |  |                    |  |  |                     |  |
| Giovanni I di Bretagna |                     | Agnese di Hainaut        |                     |  |  |       |  |  |                    |  |  |                     |  |
|                        | Goffredo di Thouars | Amalrico VI di Thouars   |                     |  |  |       |  |  |                    |  |  |                     |  |
|                        | Goffredo di Thouars | Amalrico VI di Thouars   |                     |  |  |       |  |  |                    |  |  |                     |  |
|                        | Goffredo di Thouars | Agnese du Puy-du-Fou     |                     |  |  |       |  |  |                    |  |  |                     |  |
| Guido di Thouars       | Goffredo di Thouars |                          |                     |  |  |       |  |  |                    |  |  |                     |  |
|                        |                     | Aumou                    | …                   |  |  |       |  |  |                    |  |  |                     |  |
|                        |                     | Aumou                    | …                   |  |  |       |  |  |                    |  |  |                     |  |
|                        |                     | Aumou                    | …                   |  |  |       |  |  |                    |  |  |                     |  |
| Alice di Thouars       |                     | Aumou                    |                     |  |  |       |  |  |                    |  |  |                     |  |
|                        |                     | Conan IV di Bretagna     | Alano di Penthièvre |  |  |       |  |  |                    |  |  |                     |  |
|                        |                     | Conan IV di Bretagna     | Alano di Penthièvre |  |  |       |  |  |                    |  |  |                     |  |
|                        |                     | Conan IV di Bretagna     | Berta di Bretagna   |  |  |       |  |  |                    |  |  |                     |  |
| Costanza di Bretagna   |                     | Conan IV di Bretagna     |                     |  |  |       |  |  |                    |  |  |                     |  |
|                        |                     | Margherita di Huntingdon | Enrico di Scozia    |  |  |       |  |  |                    |  |  |                     |  |
|                        |                     | Margherita di Huntingdon | Enrico di Scozia    |  |  |       |  |  |                    |  |  |                     |  |
|                        |                     | Margherita di Huntingdon | Ada de Warenne      |  |  |       |  |  |                    |  |  |                     |  |
|                        |                     | Margherita di Huntingdon |                     |  |  |       |  |  |                    |  |  |                     |  |

### Fonti primarie
- (LA)  Monumenta Germaniae Historica, Scriptores, tomus XXI.
- (LA)  Monumenta Germaniae Historica, Scriptores, tomus XXIII.
- (LA)  Layettes du trésor des chartes : de l'année 1224 à l'année 1246.
- (LA)  Rerum Gallicarum et Francicarum Scriptores, tomus XII.
- (LA)  Rerum Gallicarum et Francicarum Scriptores, tomus XVIII.
- (LA)  Mémoires pour servir de preuves à l´histoire ecclésiastique et civile de Bretagne, Tome I.
- (FR)  William of Tyre, Recueil des historiens des croisades. Historiens occidentaux..
- (LA)  Chronicon Savigniacense, Stephani Baluzii Miscellaneorum, Liber II, Collectio Veterum.

### Letteratura storiografica
- Frederik Maurice Powicke, "I regni di Filippo Augusto e Luigi VIII di Francia", cap. XIX, vol. V (Il trionfo del papato e lo sviluppo comunale) della Storia del Mondo Medievale, 1999, pp. 777–828.
- Charles Petit-Dutaillis, Luigi IX il Santo, cap. XX, vol. V (Il trionfo del papato e lo sviluppo comunale) della Storia del mondo medievale, 1999, pp. 829–864.
- Frederik Maurice Powicke, "Inghilterra: Riccardo I e Giovanni", cap. IV, vol. VI (Declino dell'impero e del papato e sviluppo degli stati nazionali) della Storia del Mondo Medievale, 1999, pp. 143–197.
- E.F. Jacob, "Inghilterra: Enrico III", cap. V, vol. VI (Declino dell'impero e del papato e sviluppo degli stati nazionali) della Storia del Mondo Medievale, 1999, pp. 198–234.
- (FR)  Lobineau, G. A. (1707) Histoire de Bretagne (Paris), Tome I.